# Коялович Михайло Йосипович
Коялович Михайло Йосипович (20 вересня (2 жовтня) 1828, Кузьниця — 23 серпня (4 вересня) 1891, Санкт-Петербург) — російський історик, викладач, публіцист.

## Життєпис
Народився в Кузьниці Сокольського повіту Гродненської губернії в родині священика. 1851 року закінчив Литовську семінарію у Вільному, 1855 року — Петербурзьку духовну академію. У різні роки викладав у Ризькій та Петербурзькій духовних семінаріях. Член Археографічної комісії в Санкт-Петербурзі. З 1862 року — у Петербурзькій духовній академії: інспектор (1874—1878), професор (з 1873), помічник ректора на церковно-історичному відділенні (1878—1884).
Був прибічником слов'янофільської та панславістської інтерпретацій історичного минулого. Виходив з ідеї суб'єктивності пізнання історичного. Розглядав розвиток історіографії в руслі єдиного процесу поступу історичної самосвідомості суспільства. Вважав, що росіяни, українці та білоруси походять від спільного кореня, належного до слов'янського етносу, об'єднані православ'ям і складають єдине ціле — російський народ. Виступав за урядову підтримку православ'я. Полемізував з Миколою Костомаровим та іншими істориками й публіцистами з питань національної та конфесійної політики уряду в західних губерніях Російської імперії та Царстві Польському, проблем української та польської історії.
Автор праць з історії Литовсько-Руської держави та Польщі, історії української та білоруської церкви, міжконфесійних взаємин, польсько-російських відносин, російської суспільно-політичної думки та історіографії. За його редакцією видано: «Документы, объясняющие историю Западно-Русского края и его отношения к России и к Польще» (Санкт-Петербург, 1865), «Дневник Люблинского сейма 1569 года. Объединение Великого княжества Литовского с королевством Польским» (Санкт-Петербург, 1869), а також низку джерел з історії польсько-російських відносин XVI—XVII століття.
Помер у Санкт-Петербурзі.